# نونا زوتووا
نونا واسیلی زوتووا (ارمنی: Նոննա Վասիլի Զոտովա؛  ۱ اکتبر ۱۹۵۴) یک بازیگر اهل ارمنستان است. وی از سال میلادی تاکنون مشغول فعالیت بوده است.

## زندگی‌نامه
وی در ۱ اکتبر ۱۹۵۴ در ایروان به دنیا آمد و از انستیتو دولتی هنری و نمایشی ایروان فارغ‌التحصیل شد. آنتون آقایانتس و سوسانا آقایانتس همسر و دختر وی می‌باشند. 